# Paris-Roubaix de 1943
A 41.ª edição da Paris-Roubaix teve lugar a 25 de abril de 1943 e foi vencida pelo belga Marcel Kint. Foi a primeira Paris-Roubaix depois da II Guerra Mundial.

## Classificação final
|    | Ciclista             | Equipa           | Tempo      |
| -- | -------------------- | ---------------- | ---------- |
| 1  | Marcel Kint          | -                | 6h 01' 32" |
| 2  | Jules Lowie          | -                | m. t.      |
| 3  | Louis Thiétard       | Metropole-Dunlop | m. t.      |
| 4  | Achiel Buysse        | Dilecta          | m. t.      |
| 5  | Albert Sercu         | -                | m. t.      |
| 6  | Camille Danguillaume | Peugeot          | + 36"      |
| 7  | Lucien Le Guével     | -                | m. t.      |
| 8  | Briek Schotte        | Europe-Dunlop    | + 2' 00"   |
| 9  | René Adriaenssens    | Helyett          | + 2' 51"   |
| 10 | Joseph Goutorbe      | -                | m. t.      |

## Ligação externas
- Dados: Q3365192